# Comté de Lamu
Pour les articles homonymes, voir Lamu.
Le comté de Lamu est un des 47 comtés du Kenya et un des six comtés issus de l'ancienne province de la côte. Situé sur la côte de l'océan Indien, son chef-lieu est Lamu.
Très difficile d'accès, il faut environ 8 h de route pour parcourir les 332 km qui séparent Mombasa de l'île de Lamu, le moyen le plus commode pour y accéder est l'avion.
Très peu densément peuplé, il est occupé par les Mijikenda, principalement Giriama, et les Bajuni. De par l'archipel de Lamu, c'est aussi un des berceau de la culture swahilie dont les fondements remontent au VIIe siècle et nous a laissé de nombreux témoignages dans les domaines de l'architecture, des arts décoratifs et de la littérature.

## Histoire
C'est le 4 août 2010, par l'adoption par les Kényans de la nouvelle Constitution, qu'est créé le comté. Cependant, il faut attendre le 28 mars 2013 pour la pérennisation de ses pouvoirs législatifs et exécutifs.

## Géographie
Situé sur la « côte Nord » du Kenya, son point le plus oriental est à 15 km de la frontière somalienne. Il est bordé au nord par le comté de Garissa, au sud et au sud-est par l'océan Indien et à l'ouest ainsi qu'au sud-ouest par le comté de la rivière Tana.
| Rivière Tana | Garissa       | Garissa      |
| Rivière Tana | comté de Lamu | Océan Indien |
| Rivière Tana | Océan Indien  | Océan Indien |

### Topographie

#### Hydrographie
Le comté comporte trois bassins versants de l'océan Indien qui sont, d'ouest en est, celui du Mkondo wa Nure, du Duldul et du Dodori. Leurs estuaires forment, ensemble, l'archipel de Lamu qui s'étend sur une surface de 595 km2 tout en recelant de nombreux chenaux maritimes naturels et mangroves.
Le bilan hydrographique est complété par le lac alluvionnaire de Moa formé par trois petits cours d'eau ainsi que par deux lacs d'origine endoréique : le lac Mukunguya (aussi appelé lac Kenyatta), au volume d'eau relativement stable, et le lac Kiboko, le plus souvent réduit à un marais mais qui peut atteindre une surface de plus de 1,8 km2 en saison des pluies.

#### Relief et géologie
Le point culminant se situe en bordure du comté de Garissa dans la région des collines de Baruti à 76 m (1° 56′ 30″ S, 40° 25′ 44″ E) tandis que l'altitude la moins élevée est l'océan Indien.
Le bassin de Lamu est le résultat d'un aulacogène qui s'est développé pendant le Mésozoïque après la dérive de l'île de Madagascar de la côte d'Afrique de l'Est. C'est aussi le plus grand bassin sédimentaire du Kenya couvrant 170 000 km2 tant sur le continent que sous l'océan. Le sous-sol est composé de trois types de grès formés entre la fin du Carbonifère et le début du Trias par les sédiments des cours d'eau et les dépôts marins.

### Climat
Mars est le mois le plus chaud avec une température moyenne de 28,8 °C tandis que juillet et août sont les plus froids avec une température moyenne de 25,3 °C. Octobre est le mois le plus ensoleillé avec une moyenne journalière de 10 heures d'ensoleillement tandis que mai est le mois le plus humide avec une moyenne journalière de 16,6 mm de précipitations.
| Mois                                | jan. | fév. | mars | avril | mai  | juin | jui. | août | sep. | oct. | nov. | déc. | année |
| ----------------------------------- | ---- | ---- | ---- | ----- | ---- | ---- | ---- | ---- | ---- | ---- | ---- | ---- | ----- |
| Température minimale moyenne (°C)   | 24,5 | 24,7 | 25,5 | 25,6  | 24,5 | 23,7 | 23,2 | 23,1 | 23,5 | 24,3 | 24,6 | 24,6 | 24,6  |
| Température maximale moyenne (°C)   | 30,9 | 31,3 | 32,1 | 31,1  | 29   | 28   | 27,4 | 27,5 | 28,3 | 29,5 | 30,8 | 31,2 | 29,8  |
| Précipitations (mm)                 | 6    | 4    | 25   | 130   | 329  | 164  | 75   | 40   | 39   | 40   | 39   | 28   | 919   |
| Nombre de jours avec précipitations | 1    | 1    | 3    | 10    | 15   | 15   | 11   | 8    | 7    | 5    | 6    | 3    | 85    |

| Diagramme climatique                                  |           |            |             |           |           |            |            |            |            |            |            |
| J                                                     | F         | M          | A           | M         | J         | J          | A          | S          | O          | N          | D          |
| 30,924,56                                             | 31,324,74 | 32,125,525 | 31,125,6130 | 2924,5329 | 2823,7164 | 27,423,275 | 27,523,140 | 28,323,539 | 29,524,340 | 30,824,639 | 31,224,628 |
| Moyennes : • Temp. maxi et mini °C • Précipitation mm |           |            |             |           |           |            |            |            |            |            |            |

### Voies de communications et transport

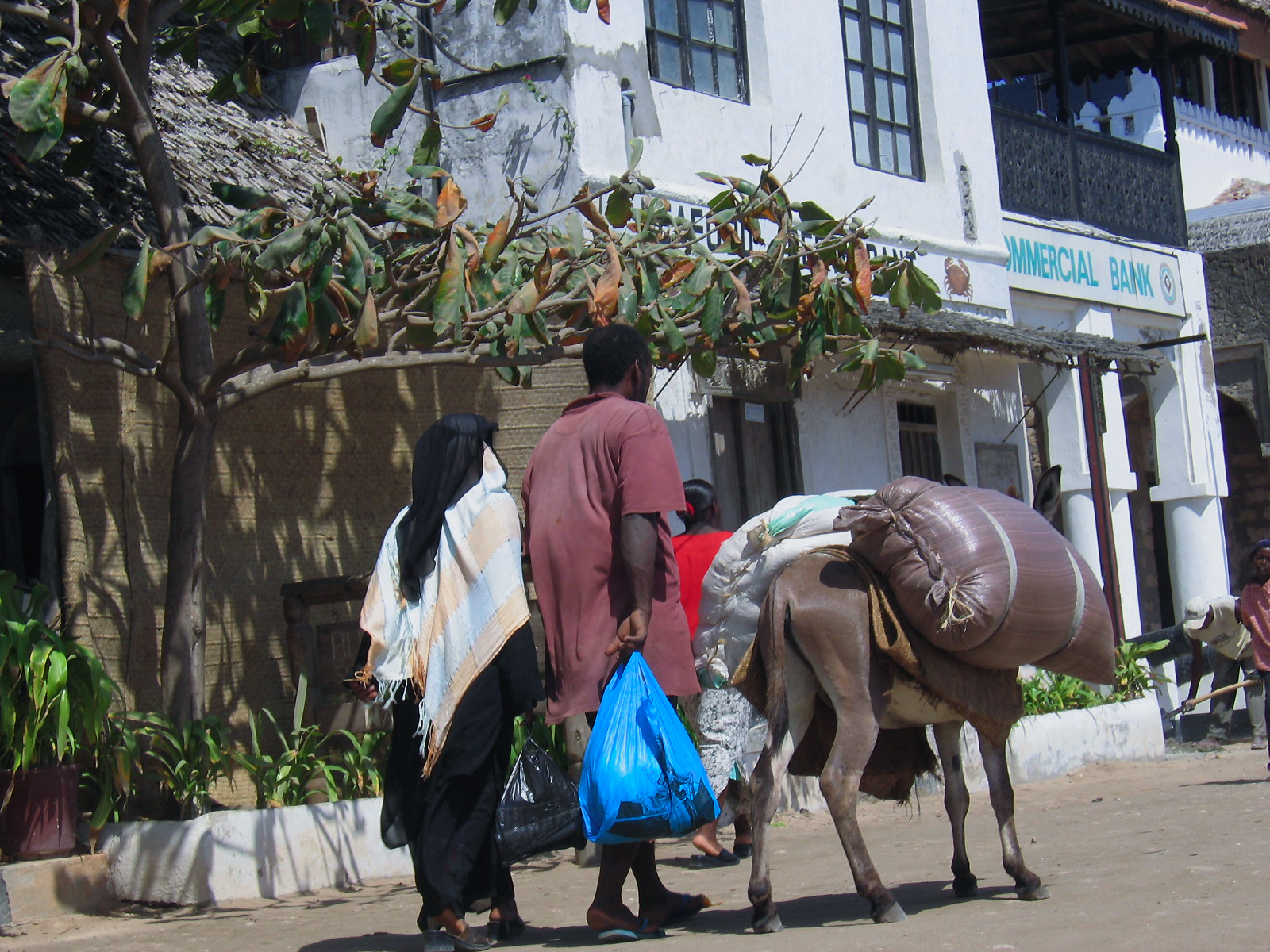
Transport à dos d’âne sur l'île de Lamu.

Le réseau routier est très peu développé. La seule route de type « C » (Primary Road) est la C112 qui relie, sans revêtement dans le comté, l’embarcadère de Mokowe à Minjila dans le comté de la rivière Tana où elle rejoint la route de type « B » (National Trunk Road) B8. Hormis cette chaussée, le comté comporte 521,5 km de chemins de terre, 161 km de routes couvertes de granulats et 6 km de rues revétues de bitume.
Aucune des îles de l'archipel de Lamu n'est reliée par un pont que ce soit au continent ou à une autre île. Seule la petite île-cité de Faza est reliée à l'île de Pate par un pont sur pilotis de 375 m surplombant la mangrove. Dans cet archipel, le transport est effectué grâce à des ânes ; seule l'île de Manda possède quelques matatu.
Le principal aéroport est l'aérodrome de Manda sur l'île éponyme. D'autres pistes en terre battue existent sur le continent à Mokowe, Ashuwei et Kiunga ainsi que sur l'île de Pate, à l'est de Siyu, et sur celle de Kiwayu. À cela s'ajoutent deux pistes privées, asphaltée à la base militaire de Jipe, sur le continent, et en terre battue au Manda Bay Lodge, sur l'île de Manda.
Un service de navettes fluviales connecte, selon un circuit, l'aérodrome régional de Manda, la ville de Lamu et le terminus de la route C112 sur le continent. Entre les différentes îles de l'archipel, tout le transport s'effectue au moyen de petit voiliers motorisés ou de majahazi.

## Population
La superficie totale est de 6 475 km2 dont 6 167 km2 (95,24 %) de terre émergée et 308 km2 (4,76 %) sous eau. Cette surface de terre émergée disponible pour 101 539 habitants donne une densité réelle de peuplement de 16 hab./km2 ce qui place le comté au 40e rang, sur 47, des comtés kényans les plus densément peuplés. Plus spécifiquement, 80,36 % de cette population vit en milieu rural, 14,06 % en milieu urbain et 5,58 % en milieu périurbain.
Lors du dernier recensement national de 2009, cette population était composée de 22 184 familles, soit une moyenne de 4,58 personnes par famille, et constituée par 53 045 personnes de sexe masculin et 48 494 personnes de sexe féminin. La distribution des âges se répartit en 41,7 % de 0-14 ans, 54,8 % de 15-64 ans et en 3,5 % de 65 ans et plus.

## Situation sanitaire
Le comté ne dispose que de trois hôpitaux publics, l’hôpital général de Lamu qui peut dispenser tous les services chirurgicaux et les hôpitaux de Faza et de Mpeketoni équipés pour pratiquer des césariennes. À ceux-ci, s'ajoutent vingt dispensaires, cinq centres de santé équipés d'un laboratoire d'analyse médicale, treize cliniques médicales privées et une maternité privée. Le ratio est de 1 médecin pour 36 343 personnes.
En 2010, la mortalité infantile est de l'ordre de 72 pour 1 000 naissances tandis que la mortalité juvénile est de 123 pour 1 000. Les principales maladies rencontrées sont le paludisme, les troubles respiratoires, les dermatoses et le SIDA avec une prévalence (temps donné : année 2010) de 3 % de la population.

## Enseignement
En 2009, 22 337 enfants sont scolarisés dans 70 écoles primaires avec un ratio, dans les écoles publiques, de 1 instituteur pour 57 élèves. Cela correspond aussi à 319 élèves par école et 1 école par 88 km2.
Il existe 11 établissements du secondaire avec un ratio, dans les écoles publiques, de 1 professeur pour 35 étudiants. Le comté ne possède pas d'établissement scolaire du niveau supérieur.

## Religions

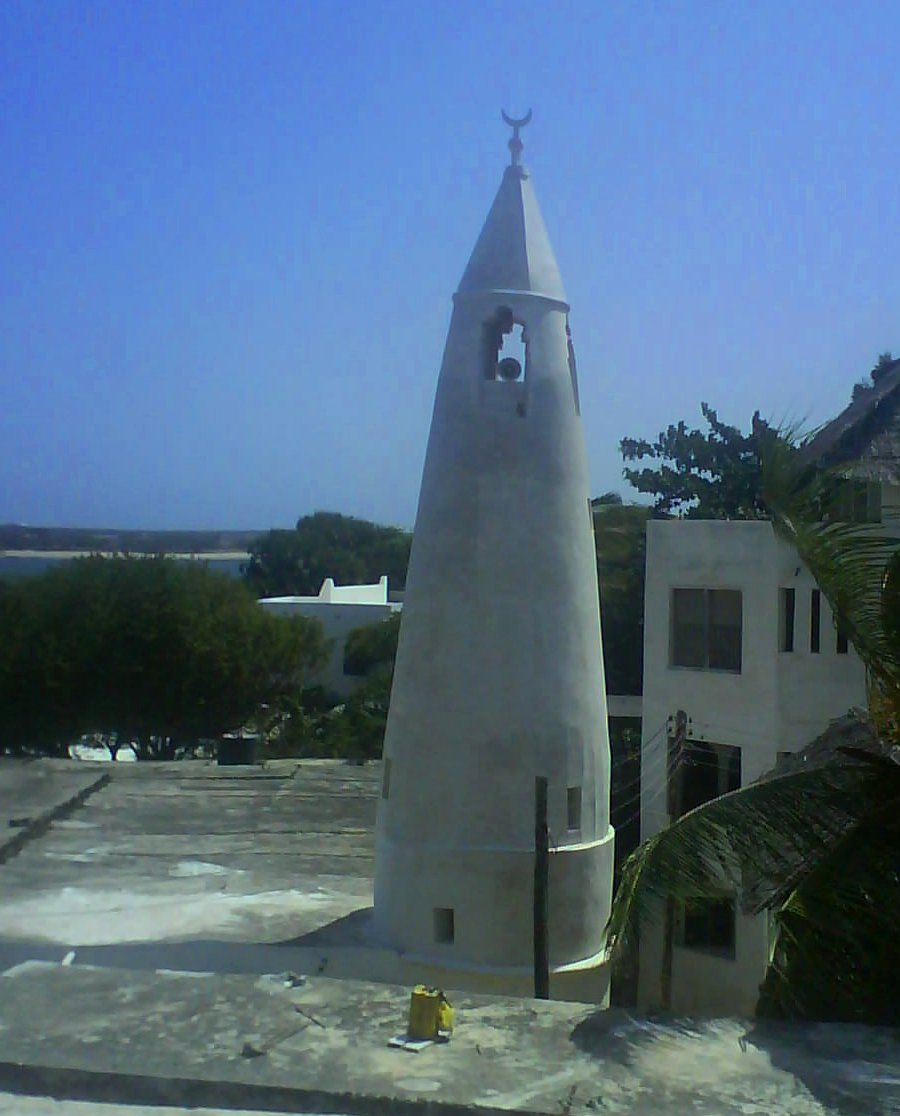
La mosquée dite « du vendredi » à Shela sur l'île de Lamu.

En 2009, les proportions des différentes pensées religieuses propres au comté s’établissent comme suit :
- islam : 52,32 % (environ 73 % de ceux-ci sont sunnites) ;
- christianisme : 44,84 % dont,
  - protestantisme : 23,20 % (avec une majorité d'anglicans et d'évangélistes),
  - catholicisme : 11,80 %,
  - autres chrétiens : 9,84 % ;
- athéisme : 1,64 % ;
- mouvements syncrétiques : 0,84 % ;
- religions traditionnelles : 0,25 % ;
- agnosticisme : 0,10 % ;
- hindouisme : 0,01 %.

## Économie
En 2009, l'indice de pauvreté du comté est de 32,7 % alors que la moyenne nationale est de 47,2 %. Sur 91 347 personnes de plus de 5 ans, 58,23 % ont un emploi, 2,99 % cherchent un emploi, 33,91 % sont économiquement inactives et 4,87 % sont pas dans une des catégories précédentes.
L'activité économique de la ville de Lamu a engendré, toujours en 2009, des revenus de 947 millions de KES aux salariés qui y sont employés.

### Secteurs d'activité
Les principales activités sont :
- secteur primaire :
  - la surface occupée par l'agriculture, en 2009, est de 950 000 ha avec une surface moyenne par exploitation de 4 ha. Les principales cultures sont le maïs, le sorgho commun, les fabacées, le manioc, la banane, la mangue et la noix de coco. L'élevage de vaches laitières et de poules est généralement aussi pratiqué dans les exploitations,
  - la pêche produit annuellement 1 500 t de poissons dont 75 % pêchés en mer,
  - l'exploitation forestière des 50 093,4 ha de forêt, dont 85 % de mangrove, que compte le comté est le plus souvent réalisée par les Bajuni pour produire du bois de construction avec les branches de palétuvier ou de Casuarina, du bois de chauffage et du charbon de bois,
  - l'exploitation minière, principalement située sur les trois grandes îles de l'archipel mais aussi près du lac Mukunguya, permet d'extraire du sel alimentaire, de la roche corallienne, pour la production de ciment, et de la stéatite ;
- secteur secondaire :
  - c'est le parent pauvre de l'économie locale. Il est représenté par l'artisanat et le chantier de construction navale de Matondoni sur l'île de Lamu ;
- secteur tertiaire :
  - transport : aérodrome régional de Manda, service de navettes fluviales entre l'aérodrome régional, la ville de Lamu et le terminus de la route C112,
  - tourisme : les différentes stations touristiques ainsi que les réserves nationales de Dodori et de Kiunga.

### Projet de port pétrolier

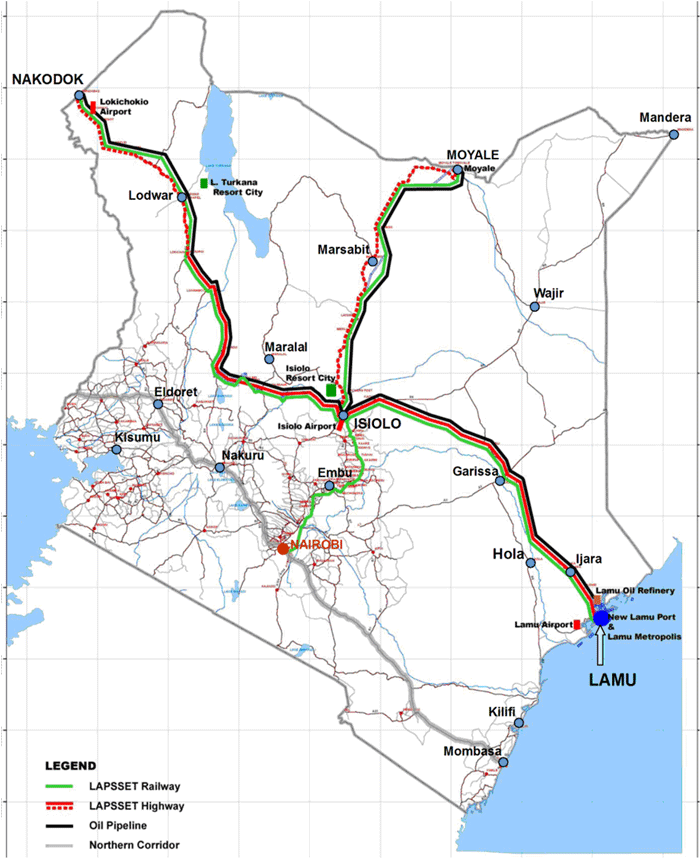
Plan du projet sur le territoire kényan.

Le 2 mars 2012, le président kényan Mwai Kibaki a posé la première pierre d'un projet de terminal pétrolier pour le raffinage et l'expédition du pétrole sud-soudanais et éthiopien.
Ce projet estimé à 29,24 Mrd d'USD devrait comprendre, à l'horizon de 2030 :
- un nouveau port, situé sur le continent au nord de l'île de Manda, entre la baie de Mongoni et celle de Manda, avec un quai de 8 600 m pour l’amarrage de 32 navires allant de 30 000  à   100 000 tpl[17] auquel sera adossé un parc industriel de 10 740 ha comprenant une raffinerie capable de traiter quotidiennement 120 000 bbl et une zone urbaine de 19 746 ha ;
- 1 300 km d'oléoduc entre le terminal pétrolier et les oléoducs d'Addis-Abeba - Djibouti d'une part et de Bentiu - Port-Soudan d'autre part ;
- parallèlement aux oléoducs, une voie normale de chemin de fer et une route internationale (International Trunk Road) jusqu'à Isiolo avant d'être divisées d'une part vers Addis-Abeba et d'autre part vers Djouba ;
- un nouvel aéroport à Mokowe en lieu et place de l'aérodrome de Manda.

## Structure sociétale

### Structure exécutive et législative

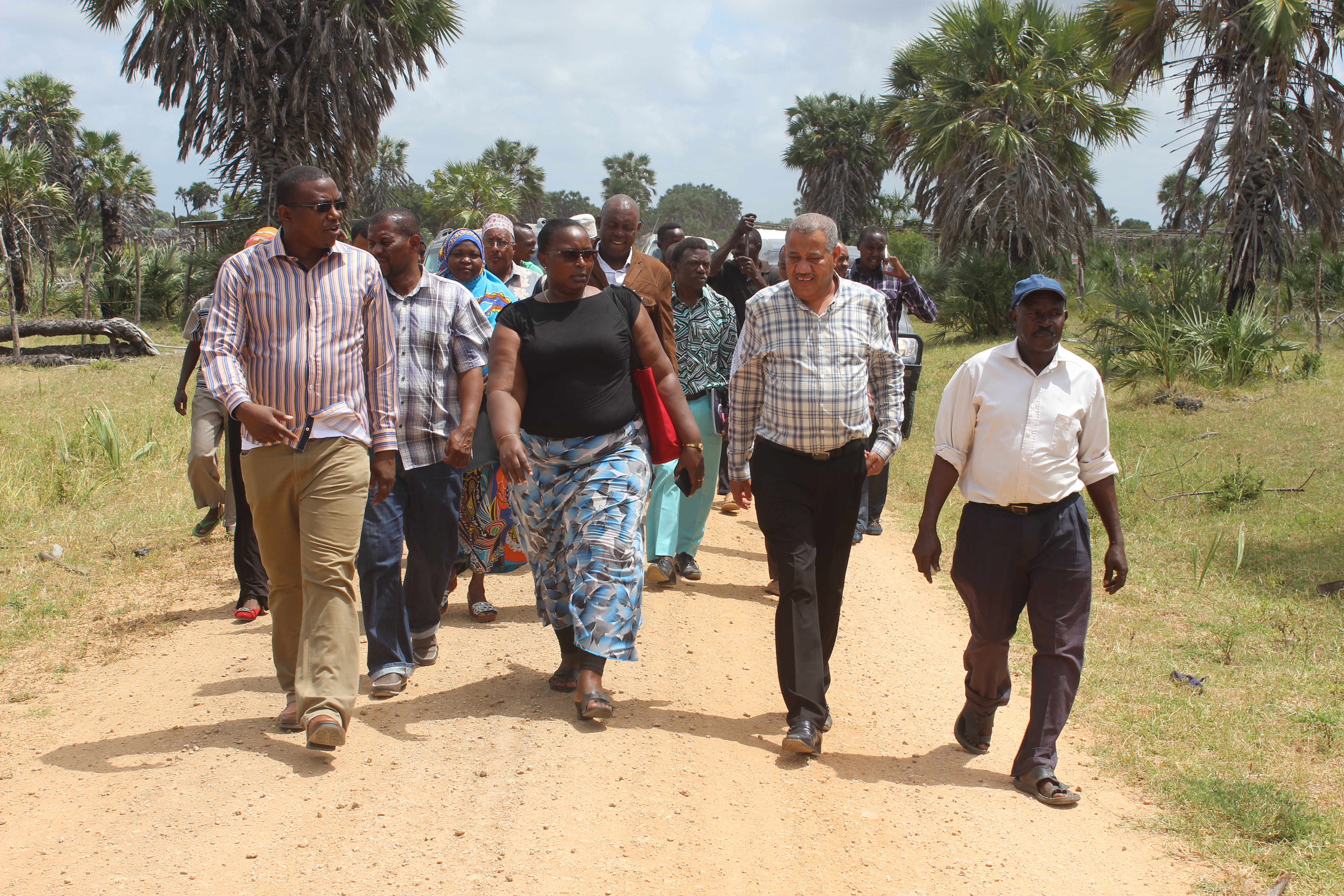
L'ancien gouverneur Issa Timamy et son adjoint inspectant l'état d'une route (2015).

Depuis le 28 mars 2013, et consécutivement aux élections générales du 4 mars 2013, le comté (County), comme tous les autres comtés du Kenya, est semi-autonome par rapport au gouvernement central. L'entité peut lever des impôts ou adopter des règlements locaux (par ex. : urbanisme, police) ainsi que gérer les ressources naturelles, humaines et les infrastructures pour autant que la décision ne soit pas contraire ni à la Constitution ni aux Lois de l'État.
L'autorité exécutive du comté, qui est responsable des moyens qui lui sont apportés par l'exécutif national, comporte un gouverneur, un vice-gouverneur et dix autres membres. Le gouverneur actuel est Abdalla Issa Timamy[réf. nécessaire] (UDFP).
L'assemblée législative locale est constituée de 25 élus (un par  Ward, « autorité locale ») auxquels il faut ajouter le président de l'assemblée locale (Chairman of the County Cuncil).

### Structure administrative
Le comté est divisé, depuis 2009, en sept districts (wilaya) eux-mêmes partagés en « divisions administratives » (tarafa), elles-mêmes divisées en localités (Mtaa) et, enfin, ces dernières en « quartiers » (Kijiji). Depuis les élections générales du 4 mars 2013, les districts ne sont plus gérés par l'exécutif national mais bien par l'exécutif local du comté.
| Division    | Localisation | Chef-lieu   |
| ----------- | ------------ | ----------- |
| Amu         | île de Lamu  | Lamu        |
| Faza        | île de Pate  | Faza        |
| Hindi       | continent    | Hindi       |
| Kiunga      | continent    | Kiunga      |
| Kizingitini | île de Pate  | Kizingitini |
| Mpeketoni   | continent    | Mpeketoni   |
| Witu        | continent    | Witu        |

### Structure électorale
Le comté est constitué de deux circonscriptions électorales (Constituencies) : Lamu ouest (Lamu West) et Lamu est (Lamu East). Chacune des circonscriptions est représentée par un député (Member of Parliament ou MP) à l'Assemblée nationale qui comptait 224 membres jusqu'en 2013 et 351 membres depuis lors.
Depuis 2013, ces deux circonscriptions élisent aussi leur représentant commun au Sénat national. L'actuel sénateur est Abu Mohamed Abu Chiaba (TNA)

## Centres d’intérêt

### Localités et autres lieux du comté
- Archipel de Lamu
  - île de Lamu
    - Lamu, chef-lieu du comté
      - vieille ville inscrite, depuis 2001, au patrimoine mondial de l'UNESCO[18]
      - fort de Lamu, fort bâti entre 1813 et 1821 par les Omanais[19]
      - maison swahilie, musée thématique[20]
      - mosquée Riyadha, bâtie en 1900
      - musée de Lamu[21], 4 188 visiteurs en 2009[22]
      - musée du bureau de la poste de l'Empire allemand[23]
      - sanctuaire des ânes, clinique pour les ânes fondée en 1987[24]

    - Matondoni, localité au sud-ouest de l'île où l'on fabrique toujours les majahazi d'une manière traditionnelle
    - Shela (parfois aussi écrit Shella), localité typiquement swahilie au sud-est de l'île

  - île de Manda
    - Manda, ruines d'une ancienne cité
    - Takwa, ruines d'une ancienne cité portuaire

  - île de Pate
    - Faza, chef-lieu du district de Faza
      - ruines des mosquées de Kunjanja et de Mbwarashally

    - fort de Siyu, bâti au XIXe siècle par le cheikh de Siyu pour défendre l'île de Pate contre les attaques des Omanais[25]
    - Pate, localité
    - Shanga, ruines d'une ancienne cité portuaire occupée du VIIIe au XIVe siècle
- réserve nationale de Dodori[26]
- réserve nationale marine de Kiunga[27]

### Personnalités
- Fumo Liyongo wa Bauri (entre le IXe siècle et le XIIIe siècle), chifu (« chef de clan » en swahili) dont les exploits sont plus ou moins légendaires
- Fumo Madi ibn Abi Bakr (1779 - 1809), sultan de Pate et de Lamu
- Mwana Kupona binti Msham († circa 1865), 1re poétesse en langue swahilie de renommée internationale et dont les textes ont été compilés dans Utendi wa Mwana Kupona
- Salih bin Alawi Jamal al-Layl (1853-1936), physicien et uléma fondateur de la mosquée et de la madrassa Riyadha à Lamu